# Copa Real Federación Española de Fútbol (fase autonómica de Cataluña)
La fase autonómica de Cataluña de la Copa Real Federación Española de Fútbol, es un campeonato oficial organizado por la Federación Catalana de Fútbol (FCF), bajo el auspicio de la Real Federación Española de Fútbol (RFEF), que enfrenta anualmente a algunos equipos de Cataluña.

## Historia
En la temporada 1993-94 se recupera la Copa Real Federación Española de Fútbol. Esta fase se desarrollará a nivel regional y podrán participar, mediante inscripción voluntaria, todos los equipos de la correspondiente federación territorial, de Primera Federación, Segunda Federación y Tercera Federación, de la pasada temporada que no se hayan clasificado bien a la Copa del Rey, o bien a la fase nacional de la Copa Real Federación Española de Fútbol.
El campeón acude a la fase nacional de la Copa Real Federación Española de Fútbol.
En función de lo que marque el Reglamento de Competiciones de Ámbito Estatal para la temporada, cada federación regional tendrá que comunicar, en fecha que determine el Departamento de Competiciones, el nombre del equipo que hubiese adquirido el derecho para 
participar en la Fase Nacional.

## Ediciones
| Edición | Temporada | Campeón               | Subcampeón             | Resultado             |
| ------- | --------- | --------------------- | ---------------------- | --------------------- |
| I       | 1993-94   | Terrassa F. C.        | F. C. Martinenc        | 4-1 / 2-2             |
| II      | 1994-95   | C. F. Balaguer        | -                      | Único equipo inscrito |
| III     | 1995-96   | R. C. D. Espanyol "B" | C. F. Balaguer         | 2-1                   |
| IV      | 1996-97   | C. F. Gavá            | C. E. Sabadell         | 6-2 / 2-0             |
| V       | 1997-98   | Terrassa F. C.        | R. C. D. Espanyol "B"  | 2-1                   |
| VI      | 1998-99   | C. E. Sabadell        | F. C. Barcelona "C"    | 3-1                   |
| VII     | 1999-2000 | C. E. Sabadell        | F. C. Barcelona "B"    | Liga de 5 equipos     |
| VIII    | 2000-01   | Terrassa F. C.        | R. C. D. Espanyol "B"  | 1-2 / 4-2             |
| IX      | 2001-02   | Palamós C. F.         | Terrassa F. C.         | 1-1 / 2-0             |
| X       | 2002-03   | Reus Deportiu         | C. E. Sabadell         | 2-0                   |
| XI      | 2003-04   | C. F. Gavá            | Palamós C. F.          | 1-1 / 3-0             |
| XII     | 2004-05   | C. E Mataró Esc. F.   | C. E. Sabadell         | 1-1 / 2-0             |
| XIII    | 2005-06   | C. E. Sabadell        | U. E. Sant Andreu      | 1-0 1-1               |
| XIV     | 2006-07   | C. E. Sabadell        | R. C. D. Espanyol "B"  | 2-1 / 1-2 (4:3 pen.)  |
| XV      | 2007-08   | R. C. D. Espanyol "B" | C. F. Gavá             | 1-1 / 2-1             |
| XVI     | 2008-09   | R. C. D. Espanyol "B" | U. E. Villajuiga       | 2-0 / 5-0             |
| XVII    | 2009-10   | U. E. Lleida          | C. F. Gavá             | 4-0 / 2-1             |
| XVIII   | 2010-11   | C. E. Sabadell        | U. E. Lleida           | 0-0 / 1-0             |
| XIX     | 2011-12   | F. C. Santboiá        | C. F. Pobla de Mafumet | 2-0 / 0-1             |
| XX      | 2012-13   | U. E. Sant Andreu     | C. F. Pobla de Mafumet | 2-0 / 0-2 (4:5 pen.)  |
| XXI     | 2013-14   | R. C. D. Espanyol "B" | U. E. Llagostera       | 3-2 / 2-1             |
| XXII    | 2014-15   | A. E. Prat            | C. F. Montañesa        | 2-1                   |
| XXIII   | 2015-16   | C. F. Badalona        | C. F. Pobla de Mafumet | 0-1 / 4-1             |
| XXIV    | 2016-17   | C. F. Badalona        | C. F. Pobla de Mafumet | 2-0 / 2-1             |
| XXV     | 2017-18   | F. C. Vilafranca      | U. E. Cornellá         | 2-1 / 1-2 (pen.)      |
| XXVI    | 2018-19   | U. E. Llagostera      | -                      | Único equipo inscrito |
| XXVII   | 2019-20   | A. E. Prat            | F. C. Vilafranca       | 2-1                   |
| XVIII   | 2020-21   | No se disputó         | -                      | -                     |
| XXIX    | 2021-22   | C. Lleida Esportiu    | U. E. Sant Andreu      | 3-1 / 3-0             |
| XXX     | 2022-23   | Terrassa F. C.        | C. F. Badalona         | 1-1 (5:3 pen.)        |
| XXXI    | 2023-24   | C. Lleida Esportiu    | U. E. Castelldefels    | 2-0                   |
| XXXII   | 2024-25   | C. E. Sabadell        | U. E. Cornellà         | 1-0                   |

## Palmarés
| #  | Equipo                | Títulos | Ediciones                                              |
| -- | --------------------- | ------- | ------------------------------------------------------ |
| 1  | C. E. Sabadell        | 6       | 1998-99, 1999-00, 2005-06, 2006-07, 2010-11 y 2024-25. |
| 2  | R. C. D. Espanyol "B" | 4       | 1995-96, 2007-08, 2008-09 y 2013-14.                   |
| 3  | Terrassa F. C.        | 4       | 1993-94, 1997-98, 2000-01 y 2022-23.                   |
| 4  | C. F. Gavá            | 2       | 1996-97 y 2003-04.                                     |
| 5  | C. F. Badalona        | 2       | 2015-16 y 2016-17.                                     |
| 6  | A. E. Prat            | 2       | 2014-15 y 2019-20.                                     |
| 7  | C. Lleida Esportiu    | 2       | 2021-22 y 2023-24.                                     |
| 8  | C. F. Balaguer        | 1       | 1994-95.                                               |
| 9  | Palamós C. F.         | 1       | 2001-02.                                               |
| 10 | Reus Deportiu         | 1       | 2002-03.                                               |
| 11 | C. E. Mataró Esc. F.  | 1       | 2004-05.                                               |
| 12 | U. E. Lleida          | 1       | 2009-10.                                               |
| 13 | F. C. Santboiá        | 1       | 2011-12.                                               |
| 14 | U. E. Sant Andreu     | 1       | 2012-13.                                               |
| 15 | F. C. Vilafranca      | 1       | 2017-18.                                               |
| 16 | U. E. Llagostera      | 1       | 2018-19.                                               |